# Sainpasela
Sainpasela (nep. सैंपासेला) – gaun wikas samiti w zachodniej części Nepalu w strefie Seti w dystrykcie Bajhang. Według nepalskiego spisu powszechnego z 2011 roku liczył on 1117 gospodarstw domowych i 6153 mieszkańców (3329 kobiet i 2824 mężczyzn).